# Befriedigungsaufschub
Befriedigungsaufschub ist nach Sigmund Freud eine überlegte und kontrollierte Handlung, eine Überprüfung der Realität durch das Ich, das kanalisiert und lenkt und damit den freien Energiefluss steuert. Umweghandlungen führen nach Freuds sekundärem Handlungsmodell zu Luststeigerung.
Der Befriedigungsaufschub ist eine Komponente bei individuellen Planungen. Laut Mahrer (1956) hängt er zum Teil von den Erwartungen bezüglich der Verstärker ab, die nach dem Aufschub zusätzlich aktiv werden.